# Татарські Парзі
Татарські Парзі́ (рос. Тат. Парзи, тат. Тат. Парҗы) — присілок в Глазовському районі Удмуртії, Росія.

## Населення
Населення — 123 особи (2010; 129 в 2002).
Національний склад станом на 2002 рік:
- татари — 69 %

## Урбаноніми[3]
- вулиці — Ключова, Лучна, Нова, Польова, Центральна